# NGC 5693
NGC 5693 este o galaxie spirală situată în constelația Boarul. A fost descoperită în 13 aprilie 1850 de către William Parsons, 3rd Earl of Rosse⁠(d). Se află la o distanță de 36,5 de megaparseci de Pământ.